# توماسو مرلتی
توماسو مرلتی (انگلیسی: Tommaso Merletti؛ زادهٔ ۱۰ سپتامبر ۲۰۰۱) بازیکن فوتبال اهل ایتالیا است.